# Torre d'Isola
Torre d'Isola é uma comuna italiana da região da Lombardia, província de Pavia, com cerca de 1.857 habitantes. Estende-se por uma área de 16 km², tendo uma densidade populacional de 116 hab/km². Faz fronteira com Bereguardo, Carbonara al Ticino, Marcignago, Pavia, Trivolzio, Zerbolò.

## Demografia
| Variação demográfica do município entre 1861 e 2011                               |
|                                                                                   |
| Fonte: Istituto Nazionale di Statistica (ISTAT) - Elaboração gráfica da Wikipedia |